# 华南虎照片事件

周正龙所提供的照片

“华南虎”照片事件是一起中國的修圖造假事件，发生于2007年10月3日，陕西省安康市镇坪县城关镇文采村村民周正龙宣称于神洲湾拍摄到濒危动物野生华南虎的照片。陕西省林业厅于当月10号确认照片所拍确为华南虎，並核發獎勵。但照片公布后，照片和其中老虎的真实性受到了许多质疑。2007年11月，照片中的老虎被發现與一张年画上的老虎极为相似，而因该年画生产于2002年，照片中老虎的真实性受到了更多强烈质疑。但陕西省林业厅相關官員堅持照片老虎為真，引發网民和民众的强烈质疑，并对政府的公信力产生怀疑。2008年6月29日，陕西省人民政府新闻发布会通报查核結果，確認周正龙所拍摄照片中“老虎”实为老虎纸画。

## 事件发展

### 发布
2007年10月12日，陕西省林业厅向新闻媒体公布了周正龙拍摄的野生华南虎的照片。同时宣布，多位专家鉴定照片后，认为其真实可信。同时结合《陕西镇坪县华南虎调查结果》专家认定陕西镇坪县仍有华南虎生存。
根据陕西《华商报》报道，2006年，陕西省林业厅和镇坪县政府联合组成了华南虎调查队，寻找野生华南虎的踪迹。周正龙是调查队的向导。周正龙自称在山区中多次和老虎相遇，但被告知必须拍摄到野生华南虎才算数，而且不能用数码相机。在这次调查活动中，周正龙还得知，发现华南虎的人会得到政府奖励。调查队离开后，2007年10月3日凌晨，周正龙携带长城牌胶片相机和借来的佳能 EOS 400D数码相机进山寻找华南虎。他发现了新鲜的脚印和老虎饮水时留下的痕迹。下午三点多，他在一个岩洞附近发现了华南虎。周正龙先在岩石后分别用两台相机各拍两张照片（第一张数码照片EXIF数据显示拍摄于2007年10月3日16时38分）。随后前进至距离老虎20米左右拍摄。一共拍40张数码照片，负片胶片31张。

### 质疑和争议
照片发布后，有人认为这些照片中的“老虎”只是一个平面图片。中国科学院植物研究所研究员傅德志在自己网络日志中发表文章认为：通过分析老虎习性、摄影条件及植物特征可以判断照片虎是假的。质疑来自植物学、野生动物学、摄影、数学等不同领域。但也有人认为照片虎是真华南虎。持有此观点的有陕西省林业厅信息宣传中心主任关克，北京师范大学生命科学学院刘里远等。
2007年11月9日，科学类期刊《科學》报道了这一事件。

### 年画出现
2007年11月，四川省攀枝花市有人发现自己家里的一张年画中的老虎同照片虎一样。年画是浙江威斯特彩印包装公司出品的“鑫龙墙画”，出版于2002年7月10日。年画是根据北京全景视拓图片有限公司提供的底片制作出的。该底片来源于德国ZEFA图片公司。全景视拓代理照片的使用权，ZEFA或原作者拥有版权。2003年全景视拓同ZEFA终止了合作。年画虎原图底片为120正片。底片本应归还ZEFA但被遗漏在全景视拓。对此，周正龙没有解释。陕西省林业厅宣传中心主任关克认为年画是利用照片合成的，并认为：
“你说这照片是老虎的原形，我说了不算，你说了也不算，得让专家来鉴定才行。我只想问一个问题：如果国家林业局的专家在镇坪找到了野生华南虎存在的物理证据，比如说毛发，粪便，经过DNA检测是野生华南虎的，还有人会质疑照片是假的吗？如果说照片的真假与老虎的存在是两回事，那就是强盗逻辑，这个可怜的农民就永无出头之日了。”

### 网易鉴定
2007年12月，中国大陆的门户网站网易在同周正龙协商购买照片未果的情况下，通过其他渠道获得了照片的原始文件，并通过六个不同的专家机构对照片进行了验证。根据网易方面声称，网易新闻频道主编马红斌于11月9日前往镇坪与周正龙协商购买全套71张照片，但无法接受周正龙提出60万元人民币的价格。11月21日，网易的马红斌再次来到镇坪，周正龙主动把40张照片降价到税后15万。但网易要求如果发现照片系伪造则周正龙必须退还15万元并附加15%赔偿金。周正龙不同意该条款，要求如果同意，则要以陕西省林业厅鉴定为准，或要求网易当场验证照片真伪，之后周正龙不负任何责任。但网易拒绝，谈判失败。
网易邀请专家对照片进行了验证，结果均显示老虎为假。验证机构包括：中国摄影家协会数码影像鉴定中心，华夏物证鉴定中心，野生动物学家胡慧建，刑事鉴识专家李昌钰，中国刑科协指纹检验专业委员会副主任刘持平，广东省图象图形学会副理事长、中山大学电子与通信工程系教授赖剑煌和他的5人博士生。其中中国摄影家协会数码影像鉴定中心认为照片虎是平面老虎；野生动物学家胡慧建认为照片中的老虎不具有生命体征；华夏物证鉴定中心和广东省图象图形学会副理事长、中山大学电子与通信工程系教授赖剑煌认为年画虎与样本照片中的老虎“一致”或“基本一致”；中国刑科协指纹检验专业委员会副主任刘持平认为从照片和年画“截取的老虎躯干部位图像的拓扑性质相同”；李昌钰也认为照片中的老虎和年画中的老虎斑纹形状相同，姿态也很相像，另外指出老虎长时间保持静态不合常理。而陕西省林业厅则未对上述鉴定意见发表评论，周正龙则继续声称其照片的真实性。
极大量证据和研究则支持以下结论，或其中之一：
1. 照片中的老虎为平面，而非立体；
2. 照片虎同年画虎是同一只老虎；
3. 照片虎行为不符合正常老虎习性或不具备生命特征。

大多數人推断照片中“华南虎”为假。

### 国家林业局要求二次鉴定
2007年12月19日，国家林业局在例行新闻发布会上回答中央电视台记者问题时回答：“12月9日，国家林业局已要求陕西省林业厅本着实事求是、科学严谨和对公众负责的态度，委托国家专业鉴定机构对周正龙所拍摄的华南虎照片等原始材料依法进行鉴定，并如实公布鉴定结果。”
2007年12月27日，国家林业局新闻发言人、新闻办主任曹清尧在接受采访时称：“国家林业局一直高度重视这件事情，一直在推进陕西省有关部门开展照片鉴定工作。目前已取得突破性的一步。陕西林业厅根据国家林业局和陕西省人民政府的要求，已经将照片送到了国家权威机构来进行鉴定，我想广大网民、广大公众很快就会知道照片真伪的结果。”

### 《科技导报》鉴定
2008年1月，《科技导报》发布国防科技大学李立春、张小虎、刘晓春、桂阳、尚洋、李强、于起峰的论文《“华南虎”照片的摄像测量研究》，通过定量分析的方法，采用多视图三维重建，通过特征提取、匹配和三维解算两个过程对虎照进行了三维结构重建。结论表明华南虎照片中的华南虎不符合三维立体结构特点。
“本文用摄像测量方法对现有来自互联网上的华南虎照进行了研究，给出了客观的数据分析结果。基于多视图三维重建的方法，从华南虎照片完成了其中老虎的三维结构重建，重建结果表明，老虎面部、躯干、四肢等部位的个点位于一个与像面基本平行的平面上……”

### 通报批评陕西省林业厅
2008年2月3日，陕西省办公厅发布《陕西省人民政府办公厅关于对省林业厅违反政府新闻发布制度问题的通报》，对陕西省林业厅违规发布新闻提出通报批评：
省林业厅举行此次新闻发布会，既未按规定程序履行报批手续，也未对华南虎照片拍摄情况进行实地调查，在缺乏实体证据的情况下，就草率发布发现华南虎的重大信息。当引起媒体和公众质疑后，有关人员又一再违反纪律，擅自发表意见、参与争论，加剧了舆论的关注程度，造成了不良的社会影响，在一定程度上损害了政府形象。省林业厅的做法，很不严肃，极其轻率，违反了《陕西省政府信息公开规定》《陕西省人民政府办公厅关于建立政府新闻发布制度的意见》的有关规定；有关人员的行为，反映出该厅存在着工作作风漂浮、工作纪律涣散等问题。

通报说，为了严肃纪律，省政府决定，除对省林业厅有关负责同志追究纪律责任外，对省林业厅违反政府新闻发布制度、擅自发布未经全面核实重大信息的问题予以通报批评。
次日，陕西省林业厅发布了《陕西省林业厅向社会公众的致歉信》，信中提到：
我们诚恳接受省政府的批评，将认真汲取教训，深刻反思和查找工作中存在的问题，进一步完善工作制度，严格工作程序，严肃工作纪律，整顿工作作风，切实抓好各项工作。……关于华南虎照片的委托鉴定问题，按照国家林业局和省政府的要求，已经做了大量工作，我们将继续予以推进，一有结果我们接受国家专业鉴定机构的鉴定结论，并如实向社会公布。

### 陕西省政府公布調查结果
2008年6月29日上午10点，陕西省政府新闻发布会通报“华南虎照片事件”调查处理情况。周正龙拍摄到的“华南虎”实为纸老虎画。周正龙已被公安机关涉嫌诈骗被检察机关批捕。涉及此“华南虎”照片事件的13名政府人员受到处理。陕西省监察厅撤销省林业厅作出的“经鉴定周正龙提供的华南虎照片是真实的”及奖励周正龙人民币两万元的行政决定。
“公安机关介入后，通过对周正龙所拍虎照进行分析研究，在距镇坪县城关镇文彩村15公里的神州湾马道子林区北坡，找到了拍 “虎”地点，通过现场勘查和现场重建，排除了周正龙拍摄活体野生华南虎的真实性基础。鉴于周正龙造假涉嫌诈骗犯罪，遂立案侦查并依法传唤审查周正龙。在大量事实和有力证据面前，周正龙交待了其为骗取钱财用老虎画拍摄华南虎照片的犯罪事实。根据周正龙的供述，公安机关从其家中提取了造假所用的老虎画和木质虎爪模具。”
具体处理结果如下：

1. 省林业厅、镇坪县政府及林业局在华南虎照片事件中违反有关规定和行政工作纪律与程序，是严重的违规违纪、行政不作为和乱作为行为。
2. 责任划分及对有关责任人的处理意见

李骞，镇坪县野生动植物保护管理站干部，负有直接责任，决定行政开除处分，地方党组织已经取消其中共预备党员资格。覃大鹏，镇坪县林业局局长，决定，给予行政记大过处分，提请免去其县林业局局长职务。 谢坤元，镇坪县经贸局局长，决定，给予行政记大过处分，提请免去其县经贸局局长职务。 杨高，镇坪县副县长，分管林业工作，行政警告处分。 吴平，镇坪县县长，诫勉谈话。 王伟峰，陕西省自然保护区和野生动物管理工作站动物管理科科长，行政警告。 卢西荣，陕西省自然保护区和野生动物管理工作站副站长，行政记大过。周灵国，陕西省自然保护区和野生动物管理工作站站长，行政记过。 王万云，省林业厅野生动植物保护处处长，主持野生动植物保护处和陕西省自然保护区和野生动物管理工作站全面工作。决定给予行政撤职处分。关克，省林业厅信息宣传中心主任，凭借个人摄影经验，对虎照进行了简单查看，便草率决定虎照中老虎是真实的，照片是真实的。在社会关注过程中，违反组织纪律，开设个人博客，参与争论，是严重的违规违纪行为。决定给予行政撤职处分。孙承骞，省林业厅副厅长，分管野生动物保护工作 ，听取汇报后，既没有组织对照片真伪进行科学鉴定，也没有派专业技术人员对拍摄现场进行核实，负有直接领导责任。决定给予行政记过处分，省政府决定免去其省林业厅副厅长职务。朱巨龙，省林业厅副厅长，听了省林业厅保护处处长王万云汇报和看了虎照后，草率认定虎照为真，并同意召开新闻网发布会和给予周正龙奖励，负有主要领导责任。在社会关注期间，违反组织纪律发表不当言论属严重违纪行为。决定给予行政记过处分；省政府决定免去其省林业厅副厅长职务。张社年，省林业厅厅长，经省政府批准，决定给予行政警告处分。

### 一审判决
2008年9月28日，陕西省旬阳县人民法院对周正龙涉嫌诈骗罪和非法持有弹药罪进行了公开审理，并当庭宣判两项罪名成立。周正龙因诈骗罪被判有期徒刑两年，罚款2000元；因非法持有弹药罪，判处有期徒刑一年六个月。两罪并罚，共判处有期徒刑两年六个月，并返还陕西省林业厅奖励的两万元。周正龙不服，决定上诉。

### 后续
一审当中，旬阳法院和周正龙的辩护律师都受到了质疑。
2008年9月30日，傅德志在博客中指称此案真正的幕后造假者为关克。

### 二审判决
2008年11月17日，上午八时三十分，安康市中院在旬阳县法院对该案进行公开审理，庭审过程共历时近十三个小时。当庭作出判决：维持一审原判，缓刑三年。并判处罚金两千元人民币，所得两万元奖金上交陕西省林业厅。判决书将在五日内下达。本判决为终审判决。

## 相关事件

### 郝劲松诉周正龙、国家林业局

#### 诉周正龙
2007年11月，中国政法大学硕士生郝劲松，对周正龙提出诉讼，认为自己在山西省定襄县探亲期间，得知老虎为假，感情受到伤害，要求：
“1、请法院判决被告就伪造华南虎照片并通过媒体发布新闻欺骗原告一事向原告做出书面道歉。2、请法院判决被告就伪造华南虎照片的前因后果及过程向原告做出书面解释。3、请法院判决被告就伪造华南虎照片并通过媒体发布新闻欺骗原告给原告造成精神伤害，赔偿原告人民币10000元。”
山西省定襄县人民法院裁定不予受理。郝劲松不服，于12月3日向山西省忻州市中级人民法院提出上诉，撤销定襄县人民法院的裁定，并要求指定定襄县人民法院审理周正龙侵权纠纷案。

#### 要求行政复议，诉国家林业局
郝劲松于11月11日向国家林业局提起行政复议申请。理由是对陕西省林业厅依据周正龙所拍华南虎照片及胶卷而认定镇坪县发现野生华南虎及向社会公布镇坪县发现野生华南虎这两个行政行为不服。同时援引国家林业局方面因为没人提出行政复议而没有对照片进行鉴定的说法。但国家林业局决定不予受理。理由是：
“根据陕西省镇坪县村民周正龙拍摄的71张华南虎照片和相关胶卷而于2007年10月12日认定陕西省镇坪县发现野生华南虎以及向社会公布陕西省镇坪县发现野生华南虎这两个行政行为，不是针对申请人郝劲松作出的，对申请人的权利义务不产生实际影响，申请人的行政复议申请，不符合《中华人民共和国行政复议法》和《中华人民共和国行政复议法实施条例》规定的受理条件，根据《中华人民共和国行政复议法》第二条、第六条、第十七条和《中华人民共和国行政复议法实施条例》第二十八条规定，本机关决定不予受理。”
2007年12月10日对国家林业局提出诉讼。2007年12月17日下午，北京二中院裁定不予受理。
2007年12月24日，郝劲松向北京市高级人民法院院提起诉讼，请求指定北京市二中院受理诉国家林业局一案。2008年5月10日，北京市高院二审裁定，以北京市第二中级人民法院相同理由，维持一审裁定，决定不予立案。

最终，北京市高级人民法院以“本案中郝劲松申请复议的行为并非具体行政行为”为理由维持裁定，未予立案。 
2008年5月12日，郝劲松根据《政府信息公开条例》向国家林业局申请要求公开虎照，以及镇坪县华南虎科考队相关信息。同时要求陕西省林业厅公开为建立陕西镇坪国家级自然保护区而准备的申报材料，并要求对鉴别华南虎照片及相关其他材料是否属于国家林业局相关职责做出解释。针对“二次鉴定已取得突破性进展”的说法，郝劲松要求公布具体进展，及二次鉴定的截止日期。

### 周正龙与网易
2007年11月28日，周正龙因为网易公布华南虎原始照片，通过陕西博硕律师事务所向网易发出律师函，律师函，提出：
“周正龙拥有（照片）著作权，并得到了网易公司的认可；网易公布照片侵权；网易向社会提供有价值新闻的良好目的并不能成为侵权的合法理由；网易立即停止侵权行为并向周正龙赔礼道歉。”

### 骆光临诉周正龙、关克
2008年1月14日，浙江省义乌市威斯特彩印包装公司骆光临起诉周正龙和陕西省林业厅信息宣传中心主任关克侵犯其名誉权，得到了义乌市人民法院受理。骆光临认为被告侵犯了自己的名誉权，并造成了经济损失，要求道歉和赔偿。当事人关克对通过法律途径解决问题表示欢迎。2008年2月25日，义乌市法院裁定驳回关克对案件的管辖权异议。2008年5月9日，浙江金华市中级法院裁定关克提出的级别管辖异议不能成立，驳回关克的上诉请求。此裁定为最终裁定，该案将在义乌市法院开庭审理。
陕西警方宣布周正龙照片中老虎系伪造后，骆光临于6月30日决定申请并撤销了对周正龙、关克之起诉。

## 網路反應
網路上，亦有不少網民對此表示質疑，其後更創立新“成語”——「正龙拍虎」，意指某人在利益集團的驅使下做出的欺騙廣大民眾的行為且終淪為利益集團推脫責任的犧牲品。